# Юсуф Реза Гілані
Махмуд Саяд Юсуф Реза Гілані (урду مخدوم سيد يوسف رضا گیلانى; нар. 9 червня 1952) — прем'єр-міністр Пакистану з 25 березня 2008 до 19 червня 2012.
Гілані був висунутий на посаду 22 березня 2008 Пакистанською народною партією за підтримкою коаліційних партнерів — Мусульманської ліги Пакистану (Н), Національної партії Авамі, Джаміят Улема-і-Іслам (Ф) та Муттахіда. Гілані є також заступником голови Пакистанської народної партії.
Юсуф Реза Гілані був спікером парламенту Пакистану (1993-1997) під час правління Беназір Бхутто та міністром (1985-1986). Він був звинувачений у корупції та просидів у тюрмі з 2001 до 2006 р. Вважається, що звинувачення мали політичні підстави. Пізніше всі звинувачення були скасовані.
Прем'єр-міністр Пакистану розпорядився негайно звільнити з-під варти всіх суддів Верховного суду Пакистану, поміщених під арешт за наказом президента Первеза Мушаррафа в період дії надзвичайного стану.